# 阿布思
阿布思（？—754年），唐朝铁勒同罗部落首领。
阿布思开始臣服于后突厥，担任西叶护。开元三年（715年），与后突厥可汗默啜失和，战于漠北，失败。天宝元年（742年），率领部众归附唐朝，被唐玄宗封为奉信王，赐名李献忠。天宝八载（749年），率部跟随哥舒翰讨伐吐蕃，夺取石堡城（今青海省湟源县西南），官至朔方节度副使。天宝十一载（752年），因和安禄山不和，拒绝听从他的调遣攻打契丹，于是逃到漠北，被回纥汗国击败。西逃葛逻禄，被葛逻禄首领顿毗伽叶护所擒。和他的妻儿、部众数千人押送北庭都护程千里，天宝十三载（754年），解送到长安，被处决。